# Křižanovice, Vyškov
Křižanovice là một làng thuộc huyện Vyškov, vùng Jihomoravský, Cộng hòa Séc.